# Anca Pătrășcoiu
Aneta „Anca“ Pătrășcoiu (* 17. Oktober 1967 in Baia Mare) ist eine ehemalige rumänische Schwimmerin.

## Karriere
Pătrășcoiu nahm erstmals 1984 an Olympischen Spielen teil. In Los Angeles erreichte sie über 400 m Lagen das B-Finale, über 100 m Rücken schloss sie den Wettbewerb mit dem fünften Rang ab und über 200 m Rücken gewann sie Bronze. 1987 nahm sie im Juli an der Sommer-Universiade in Zagreb teil. Dort konnte sie Gold über 100 m und 200 m Rücken, Silber über 200 m Schmetterling und 400 m Lagen und Bronze mit der Staffel über 4 × 200 m Freistil gewinnen. Im August desselben Jahres folgte eine Teilnahme an den Europameisterschaften. In Straßburg konnte sie mit der Staffel über 4 × 200 m Freistil Silber gewinnen. 1988 nahm sie ein zweites Mal an den Olympischen Sommerspielen teil. Bei den in Seoul ausgetragenen Spielen gewann sie über 100 m und 200 m Rücken jeweils das B-Finale, über 200 m Lagen erreichte sie den sechsten Rang.